# Megophryidae
Famille
Synonymes
- Leptobrachiinae Dubois, 1980
- Oreolalaxinae Tian & Hu, 1985

Les Megophryidae sont une famille d'amphibiens. Elle a été créée par Charles-Lucien Bonaparte (1803-1857) en 1850.

## Répartition
Cette famille regroupe 9 genres que l'on rencontrent en Asie.

## Liste des genres
Selon Amphibian Species of the World (19 novembre 2016) :
- genre Atympanophrys Tian and Hu, 1983
- genre Brachytarsophrys Tian & Hu, 1983
- genre Leptobrachella Smith, 1925
- genre Leptobrachium Tschudi, 1838
- genre Leptolalax Dubois, 1980
- genre Megophrys Kuhl & Van Hasselt, 1822
- genre Ophryophryne Boulenger, 1903
- genre Oreolalax Myers & Leviton, 1962
- genre Scutiger Theobald, 1868
- genre Xenophrys Günther, 1864

## Publication originale
- Bonaparte, 1850 : Conspectus systematum Herpetologiae et amphibiologiae Editio altera reformata.